# Victor (Iowa)
Victor é uma cidade localizada no estado americano de Iowa, no Condado de Iowa e Condado de Poweshiek.

## Demografia
Segundo o censo americano de 2000, a sua população era de 952 habitantes.
Em 2006, foi estimada uma população de 1006, um aumento de 54 (5.7%).

## Geografia
De acordo com o United States Census Bureau tem uma área de
1,2 km², dos quais 1,2 km² cobertos por terra e 0,0 km² cobertos por água. Victor localiza-se a aproximadamente 251 m acima do nível do mar.

## Localidades na vizinhança
O diagrama seguinte representa as localidades num raio de 20 km ao redor de Victor.